# Celtic Thunder: X
X, (Decade) en referencia al número diez por una década de trayectoria musical, es el décimo quinto álbum de estudio del conjunto musical irlandés Celtic Thunder, estrenado el 2 de marzo de 2018 por Legacy Recordings y distribuido por Sony Music Entertainment.

## Antecedentes
Es el décimo quinto álbum de estudio del conjunto, en donde presentan un renovado repertorio musical con excepción de la inclusión de algunos temas clásicos interpretados por Celtic Thunder. El lanzamiento en audio también será acompañado por un nuevo concierto en DVD y especial de televisión para la cadena de TV PBS, el cual fue filmado en octubre de 2017. El anuncio oficial del álbum se llevó a cabo el 13 de enero de 2018 por medio de su sitio web oficial. En el comunicado dan a conocer que este nuevo espectáculo tendrá nuevas canciones, nuevas vestimentas para el show y nuevo escenario. La producción del conjunto ha calificado a este álbum como «el mejor lanzamiento concebido por la productora Sharon Brown y el director musical David Munro». Al igual que la fecha del lanzamiento de este nuevo álbum y DVD, el especial de televisión será transmitido por PBS en marzo próximo.
Al igual que su lanzamiento predecesor, Inspirational, esta producción incluye en un 85% nuevas canciones interpretadas por los actuales miembros de la agrupación, entre las cuales destacan baladas pop actuales como Galway Girl y Castle on the Hill de Ed Sheeran.  El álbum incluye conocidas composiciones del crossover clásico y el folk irlandés como «Only Time» de la cantante irlandesa Enya, interpretada por Michel O'Dwyer, Toora Loora Lay y The Voice, composición ganadora del Festival de la Canción de Eurovisión 1996 y popular en los últimos años por las interpretaciones de Celtic Woman.
Celtic Thunder llevará este nuevo espectáculo a los escenarios de Norteamérica en septiembre de 2018, donde se embarcarán en una gira por Estados Unidos y Canadá hasta la temporada navideña.
Los vocalistas en esta nueva producción de estudio son Ryan Kelly, Damian McGinty, Michael O'Dwyer, Emmet Cahill y Neil Byrne.

## Lista de temas

### CD Deluxe

#### CD 1
| X     |                          |                                            |          |  |
| N.º   | Título                   | Intérprete(s)                              | Duración |  |
| 1.    | «Sons of Light»          | Kelly / McGinty / O'Dwyer / Cahill / Byrne | 5:13     |  |
| 2.    | «Only Time»              | Michael O'Dwyer                            | 5:52     |  |
| 3.    | «Galway Girl»            | Damian McGinty                             | 3:13     |  |
| 4.    | «Toora Loora Lay»        | Kelly / McGinty / O'Dwyer / Cahill / Byrne | 2:55     |  |
| 5.    | «The Crow on the Cradle» | Emmet Cahil                                | 3:03     |  |
| 6.    | «I Useta Lover»          | Ryan Kelly                                 | 2:35     |  |
| 7.    | «The Wild Rover»         | Kelly / McGinty / O'Dwyer / Cahill / Byrne | 3:00     |  |
| 8.    | «Phil the Fluter's Ball» | Emmet Cahill                               | 2:41     |  |
| 9.    | «The Streets of London»  | Neil Byrne                                 | 3:17     |  |
| 10.   | «Right, All Right»       | Kelly / McGinty / O'Dwyer / Cahill / Byrne | :37      |  |
| 11.   | «Lannigan's Ball»        | Celtic Thunder Band                        | 3:09     |  |
| 12.   | «The Voice»              | Michael O'Dwyer                            | 3:21     |  |
| 13.   | «Castle on the Hill»     | Kelly / McGinty / O'Dwyer / Cahill / Byrne | 3:19     |  |
| 41:06 |                          |                                            |          |  |

#### CD 2
| X     |                                          |                                            |          |  |
| N.º   | Título                                   | Intérprete(s)                              | Duración |  |
| 1.    | «Celebration»                            | Kelly / McGinty / O'Dwyer / Cahill / Byrne | 2:43     |  |
| 2.    | «A Thousand Years»                       | Michael O'Dwyer                            | 3:28     |  |
| 3.    | «Bye Bye Baby»                           | Damian McGinty                             | 2:46     |  |
| 4.    | «When I Was Your Man»                    | Neil Byrne                                 | 3:33     |  |
| 5.    | «I'm a Believer»                         | Kelly / McGinty / O'Dwyer / Cahill / Byrne | 2:49     |  |
| 6.    | «On the Street Where You Live»           | Emmet Cahill                               | 3:14     |  |
| 7.    | «Much too Young (To Fell this Damn Old)» | Ryan Kelly                                 | 2:54     |  |
| 8.    | «Seasons In the Sun»                     | Kelly / McGinty / O'Dwyer / Cahill / Byrne | 3:02     |  |
| 9.    | «L-O-V-E»                                | Damian McGinty                             | 3:05     |  |
| 10.   | «The Devil Went Down to Georgia»         | Ryan Kelly                                 | 3:35     |  |
| 11.   | «Without You»                            | Michael O'Dwyer                            | 3:18     |  |
| 12.   | «Rise Again»                             | Kelly / McGinty / O'Dwyer / Cahill / Byrne | 3:37     |  |
| 13.   | «Ireland's Call»                         | Kelly / McGinty / O'Dwyer / Cahill /Byrne  | 3:06     |  |
| 41:04 |                                          |                                            |          |  |

### DVD Deluxe

#### DVD 1
| X   |                                 |                                            |          |  |
| N.º | Título                          | Intérprete(s)                              | Duración |  |
| 1.  | «Sons of Light»                 | Kelly / McGinty / O'Dwyer / Cahill / Byrne |          |  |
| 2.  | «A Thousand Years»              | Michael O'Dwyer                            | --:--    |  |
| 3.  | «Galway Girl»                   | Damian McGinty                             |          |  |
| 4.  | «The Wild Rover»                | Kelly / McGinty / O'Dwyer / Cahill / Byrne |          |  |
| 5.  | «Finnegans Wake»                | Neil Byrne                                 |          |  |
| 6.  | «The Crow on the Cradle»        | Emmet Cahill                               |          |  |
| 7.  | «Toora Loora Lay»               | Kelly / McGinty / O'Dwyer / Cahill / Byrne |          |  |
| 8.  | «Right, All Right»              | Kelly / McGinty / O'Dwyer / Cahill / Byrne |          |  |
| 9.  | «Phil the Fluter's Ball»        | Emmet Cahill                               |          |  |
| 10. | «I Useta Lover»                 | Ryan Kelly                                 |          |  |
| 11. | «From the Ground Up»            | O'Dwyer / Byrne                            |          |  |
| 12. | «May the Road Rise to Meet You» | Kelly / McGinty / O'Dwyer / Cahill / Byrne |          |  |
| 13. | «The Voice»                     | O'Dwyer / Byrne                            |          |  |
| 14. | «Castle on the Hill»            | Kelly / McGinty / O'Dwyer / Cahill / Byrne |          |  |

#### CD 2
| X     |                                          |                                            |          |  |
| N.º   | Título                                   | Intérprete(s)                              | Duración |  |
| 1.    | «Celebration»                            | Kelly / McGinty / O'Dwyer / Cahill / Byrne |          |  |
| 2.    | «If I Can Dream»                         | Michael O'Dwyer                            |          |  |
| 3.    | «Bye Bye Baby»                           | Damian McGinty                             |          |  |
| 4.    | «Much too Young (To Feel This Damn Old)» | Ryan Kelly                                 |          |  |
| 5.    | «I'm a Believer»                         | Kelly / McGinty / O'Dwyer / Cahill / Byrne |          |  |
| 6.    | «The Streets of London»                  | Neil Byrne                                 |          |  |
| 7.    | «On the Street Where You Live»           | Emmet Cahill                               |          |  |
| 8.    | «Seasons In the Sun»                     | Kelly / McGinty / O'Dwyer / Cahill / Byrne |          |  |
| 9.    | «Without You»                            | Michael O'Dwyer                            |          |  |
| 10.   | «The Devil Went Down to Georgia»         | Ryan Kelly / Nicole Hudson                 |          |  |
| 11.   | «L-O-V-E»                                | Damian McGinty                             |          |  |
| 12.   | «Rise Again»                             | Kelly / McGinty / O'Dwyer / Cahill / Byrne |          |  |
| 13.   | «Lannigans Ball»                         | Celtic Thunder Band                        |          |  |
| 14.   | «Ireland's Call»                         | Kelly / McGinty / O'Dwyer / Cahill /Byrne  |          |  |
| --:-- |                                          |                                            |          |  |